# Мурау
Мурау град је у Аустрији, смештен у средишњем делу државе. Значајан је град у покрајини Штајерској, као седиште истоименог округа Мурау.

## Природне одлике
Мурау се налази у средишњем делу Аустрије, 250 км југозападно од главног града Беча. Главни град покрајине Штајерске, Грац, налази се 130 km источно од града.
Град Мурау се сместио у долини реке Муре. Изнад града се издижу Алпи. Надморска висина града је око 830 m.

## Становништво
| 1971. | 1981. | 1991. | 2001. | 2011. |
| ----- | ----- | ----- | ----- | ----- |
| 4.586 | 4.554 | 4.377 | 4.121 | 3.735 |

Данас је Мурау град са око 3.500 становника. Последњих деценија број становника града се смањује.

## Галерија
- Поглед на средишњи део Мурауа
- Градска кућа Мурауа
- Светковина на главном градском тргу